# Campeonato Asiático de Atletismo de 2011 - Salto com vara masculino
A prova do salto com vara masculino do Campeonato Asiático de Atletismo de 2011 foi disputada no dia 8 de julho de 2011 no Kobe Universiade Memorial Stadium em Kobe,  no Japão. 

## Recordes
Antes desta competição, os recordes mundiais e do campeonato nesta prova eram os seguintes:
|                       | Nome             | Nacionalidade | Altura  | Local     | Data                 |
| --------------------- | ---------------- | ------------- | ------- | --------- | -------------------- |
| Recorde mundial       | Sergey Bubka     | Ucrânia       | 6m 14cm | Sestriere | 31 de julho de 1994  |
| Recorde do campeonato | Grigoriy Yegorov | Cazaquistão   | 5m 70cm | Manila    | 2003                 |
| Recorde asiático      | Grigoriy Yegorov | Cazaquistão   | 5m 90cm | Estugarda | 19 de agosto de 1993 |

## Medalhistas
| Ouro                | Prata              | Bronze              |
| Daichi Sawano (JPN) | Hiroki Ogita (JPN) | Yansheng Yang (CHN) |

## Cronograma
Todos os horários são locais (UTC+9).
| Data       | Hora  | Evento |
| ---------- | ----- | ------ |
| 8 de julho | 11:00 | Final  |

## Final
A final da prova ocorreu dia 8 de julho às 11:00. 
| Posição           | Atleta               | Nacionalidade | 4.60 | 4.75 | 4.90 | 5.05 | 5.20 | 5.30 | 5.40 | 5.50 | 5.72 | Notas |
| ----------------- | -------------------- | ------------- | ---- | ---- | ---- | ---- | ---- | ---- | ---- | ---- | ---- | ----- |
| Medalha de ouro   | Daichi Sawano        | Japão         | –    | –    | –    | –    | –    | –    | xo   | o    | xxx  |       |
| Medalha de prata  | Hiroki Ogita         | Japão         | –    | –    | –    | –    | o    | –    | o    | xxx  |      |       |
| Medalha de bronze | Yansheng Yang        | China         | –    | –    | –    | –    | o    | –    | xo   | xxx  |      |       |
| 4                 | Nikita Filippov      | Cazaquistão   | –    | –    | –    | o    | o    | o    | xxo  | xx   |      |       |
| 5                 | Takafumi Suzuki      | Japão         | –    | –    | –    | –    | o    | –    | xxx  |      |      |       |
| 6                 | Jin Min-Sub          | Coreia do Sul | –    | –    | –    | xo   | o    | xxx  |      |      |      |       |
| 7                 | Hsieh Chia-Han       | Taipé Chinesa | –    | –    | o    | o    | xxx  |      |      |      |      |       |
| 8                 | Mohsen Rabbani       | Irã           | –    | –    | o    | xxx  |      |      |      |      |      |       |
| –                 | Leonid Andreev       | Uzbequistão   | –    | –    | –    | –    | xx–  |      |      |      |      | NM    |
| –                 | Mohamad Malla Khalaf | Síria         | xxx  |      |      |      |      |      |      |      |      | NM    |
| –                 | Fahad Al-Mershad     | Kuwait        |      |      |      |      |      |      |      |      |      | DNS   |

Legenda
| Recorde mundial       | Recorde mundial (World record)               |                       | Recorde africano                      | Recorde africano (African) |                                           | Q | Classificado por posição (Qualified) |
| Recorde do campeonato | Recorde do campeonato (Championship record)  | Recorde da América    | Recorde da América (Americas)         | q                          | Classificado por melhor tempo (Qualified) |   |                                      |
| Melhor marca do ano   | Melhor marca do ano (World leading)          | Recorde asiático      | Recorde asiático (Asian)              | DNS                        | Não largou (Did not start)                |   |                                      |
| Recorde nacional      | Recorde nacional (National record)           | Recorde europeu       | Recorde europeu (European)            | DNF                        | Não terminou (Did not finish)             |   |                                      |
| Recorde pessoal       | Recorde pessoal do atleta (Personal best)    | Recorde da Oceania    | Recorde da Oceania (Oceania)          | DSQ / DQ                   | Desclassificado (Disqualified)            |   |                                      |
| Recorde da temporada  | Recorde da temporada do atleta (Season best) | Recorde sul-americano | Recorde sul-americano (South America) | NM                         | Sem marca (No mark)                       |   |                                      |